# چوخوروسی
چوخوروسی (به اسپانیایی: Chojorusi) یک کوه در پرو است که در منطقه کوسکو واقع شده‌است. چوخوروسی ۵٬۰۰۰ متر بالاتر از سطح دریا واقع شده‌است.